# Bennington (CDP, New Hampshire)
Bennington CDP ist ein Census-designated place (CDP) in der Town of Bennington im Hillsborough County im US-Bundesstaat New Hampshire. Die Volkszählung von 2020 erfasste 338 Einwohner. Der CDP wurde im Jahr 2010 erstmals vom Census definiert. In ihm liegt der Kernort der Town of Bennington mit Stadtverwaltung und Grundschule.

## Lage
Der Ort liegt bei den Koordinaten 43° 0' 12.66" Nord und 71° 55' 14.53" West auf einer Höhe von 211 Metern über dem Meeresspiegel am Contoocook River. Die 1,1 km² große Fläche des Gebietes hat laut US-Census keinen Anteil an Wasserfläche. Die New Hampshire Route NH-31 verläuft durch den Ort, die NH-47 zweigt ab.